# Virginie Granouillet
Virginie Granouillet, née le 20 août 1878 à Roche-en-Régnier (Haute-Loire) et morte le 14 février 1962 à Saint-Georges-Lagricol, est une dentellière et chanteuse française de chanson populaire du début du XXe siècle.

## Biographie
Virginie Granouillet est originaire de Mans, commune de Roche-en-Régnier dans le canton de Vorey en Haute-Loire où elle a vécu et travaillé toute sa vie.  
Ainée d'une famille nombreuse, elle s'occupe de ses frères et sœurs ainsi que de l'entretien de la ferme familiale tout en vaquant à son activité de dentellière, fonction qu'elle exercera toute sa vie. Ses ouvrages, particulièrement pointus (grilles tournées, points d'esprit en relief, guipure fine, valenciennes, ganse princesse), sont à destination des dames de la haute société.  
Elle se marie le 14 janvier 1903 avec François Granouillet, vendeur d'étoffe de laine ce qui lui vaudra le sobriquet de "La Baracande" (épouse du "Baracand"). Son époux deviendra par la suite journalier pour des travaux dans les champs.   
En dehors de son métier de dentellière, Virginie Granouillet est connue localement pour ses talents de chanteuse et notamment pour sa voix rocailleuse qui roule les "r".   
En 1958 Jean Dumas, un professeur d'italien spécialiste de la musique traditionnelle et populaire se passionne pour la voix de "La Baracande" qui du haut de ses 80 ans a une mémoire exceptionnelle qui lui permet d'avoir un répertoire de plus de 178 chansons. De 1958 à 1961, le jeune homme rencontrera la dentellière une douzaine de fois afin d'enregistrer sa voix sur son magnétophone portatif.    
Les chansons de transmissions de Virginie Granouillet seront plus tard numérisées par le fils de Jean Dumas et sont aujourd'hui reconnues comme "richesses patrimoniales".     
Les chansons de "La Baracande" sont encore de nos jours revisitées ou réinterprétées par de jeunes artistes. Une création musicale nommée "Virginie" a également été créée et jouée à Vorey-sur-Arzon pour lui rendre hommage.